# Phidippus maddisoni
Phidippus maddisoni är en spindelart som beskrevs av Edwards 2004. Phidippus maddisoni ingår i släktet Phidippus och familjen hoppspindlar. Inga underarter finns listade i Catalogue of Life.